# Józef Korzeniowski

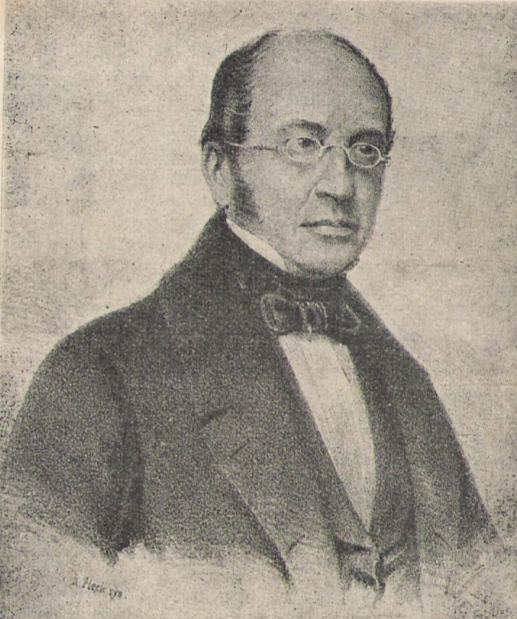
Józef Korzeniowski.

Józef Korzeniowski, född 19 mars 1797 i Brody, död 17 september 1863 i Dresden, var en polsk författare. 
Korzeniowski blev 1823 lärare vid lyceet i Krzemieniec, senare professor i latin och romerska antikviteter vid Kievs universitet och 1837 gymnasiedirektor i Charkov. År 1846 förflyttades han till Warszawa och blev byråchef i den lokala administrationen för kyrka och skola. 
Korzeniowskis dramatiska författarskap omfattar ett tjugotal stycken. Av dessa kan nämnas Karpaccy górale (Karpatiska bergsbor, 1842) och Zydci (Judarna, 1843). Hans pjäser är i allmänhet muntra, och teatern i Warszawa levde länge huvudsakligen på dem. Redan i Charkov började han skriva noveller (Spekulanten, 1846), senare övergick han uteslutande till denna skrivart och författade bland annat Wedrówki oryginala (Ett originals vandringar; 1848), Garbaty (Den puckelryggige; 1852), Tadeusz Bezimienny (1852) och Krewni (1857). 
Korzeniowski var med sina sympatier delad mellan den klassiska och romantiska skolan, blev sedan utpräglad realist ("den polske Honoré de Balzac") med god iakttagelseförmåga, hans stil är mera konstnärlig än Józef Ignacy Kraszewskis, men i andra avseenden står han efter denne. Korzeniowskis samlade arbeten (tolv band) utgavs 1871–73. Flera av dem, både dramer och noveller, är översatta till ryska.